# Velká Chyška
Velká Chyška là một làng thuộc huyện Pelhřimov, vùng Vysočina, Cộng hòa Séc.